# Ленка Прохазкова
Ленка Прохазкова (на чешки: Lenka Procházková) е чешка журналистка публицистка, сценаристка, преводачка и писателка, една от подписалите „Харта 77“.

## Биография и творчество
Ленка Прохазкова е родена на 24 март 1951 г. в Оломоуц, Чехословакия. Дъщеря е на писателя Ян Прохазка. Има две по-малки сестри, като едната, Ива Прохазкова, също е писателка. Баща ѝ умира преждевременно през 1971 г. и от него наследява пишещата му машина.
Първоначално следва журналистика, но е изключена, след което следва теория на културата в Карловия университет в Прага. Едновременно със следването си отглежда като самотна майка дъщеря си Мария и публикува първите си фейлетони във вестника под псевдонима Ленка Бурянова.
Подписва „Харта 77“, с което си навлича репресии от страна на комунистическата власт и за подривна дейност получава забрана за работа в областта на културата. Работи като чистачка в театъра. Първият ѝ роман „Розовата дама“ (Růžová dáma) също е отказан за публикуване и излиза за първи път в самиздатското издание „Петлице“ (1972 – 1990) на писателя Лудвиг Вацулик. След това през 1982 г. романът е издаден от издателството в изгнание „Индекс“ в Кьолн. За него получава чешката дисидентска награда „Егон Хостовски“.
Лудвиг Вацулик става неин партньор в живота и баща на по-малката ѝ дъщеря Сесилия и на сина ѝ Йозеф. С негово съдействие в чужбина са издадени и книгите ѝ „Наблюдател на гълъби“ (Hlídač holubů), „Капки за очи“ (Oční kapky), „Елате да опитате“ (Přijeď ochutnat) и „Нещастна книга“ (Smolná kniha), любовна драма, която се развива в дисидентство.
След 1989 г. и Нежната революция преиздава книгите си и новелата за Ян Масарик „Господин министър“ (Pan ministr). После са издадени романът ѝ „Щастливата смърт на Петр Зак“ (Šťastné úmrtí Petra Zacha), сборникът с разкази „Zvrhlé dny“ (Извратени дни), сборниците с фейлетони „Писма от Бамберг“ (Dopisy z Bamberka) и „Как да устоим на мъртвите“ (Jak si stojej nebožtíci). Авторка е на радиопиесите „Четирите съпруги на Александър Велики“ (Čtyři ženy Alexandra Makedonského) и „Екзитус и Милосърдния“ (Exitus a Milostiplná) и на сценарии за телевизията.
С адвокат Алеш Пейчал води известно време програма на Радио Свободна Европа. Като общественик се застъпва против реституцията на обекти на Католическата църква, като най-спорната е за катедралата „Свети Вит“, която тя иска да остане собственост на чешката държава. Тя е част от инициативата „Стоп църковната реституция“, която се бори срещу приемането на закон за така наречените църковни реституции.
От пролетта на 1999 г. в продължение на една година получава творческа стипендия в Международния дом на художниците в Бамберг, където пише историческия си роман „Агнеца“ (Beránek) издаден през 2000 г. и изобразяващ живота на Исус по нетрадиционен начин.
През 2008 г. е издаден романът ѝ „Слънце в зенита. Роман за Ян Палах“. Той описва нахлуването в Чехословакия през 1968 г., така както го вижда главният герой Ян Палах.
Тя е член на Чешкия ПЕН клуб, на Асоциацията на писателите, на Синдиката на журналистите, член-основател е на Асоциация „Соломон“ (в периода 1994 – 1999 г.) за подпомагане на граждани в наказателното производство и до 2004 г. е член на Съвета на чешкото радио и председател на Националната библиотека на Чехия. В периода 2002 – 2007 г. работи в дипломатическата служба като културен секретар в посолството на Чешката република в Братислава. От октомври 2008 г. преподава творческо писане в частната Литературна академия „Йозеф Шкворецки“ (сега Международен Арт кампус Прага).
През 2012 г. е удостоена с награда от Асоциацията на писателите за своята гражданска ангажираност, а през 2018 г. е удостоена с Медал за заслуги към Чешката република, І степен.
Ленка Прохазкова живее в Прага.

## Произведения

### Самостоятелни романи
- Růžová dáma (1982) – награда „Егон Хостовски“[7][8][2][3][4][5]
- Oční kapky (1987)
- Přijeď ochutnat (1991)
- Smolná kniha (1991)
- Šťastné úmrtí Petra Zacha (1997)
- Beránek (2000)
- Slunce v úplňku – příběh Jana Palacha (2008)
Слънце в зенита. Роман за Ян Палах,[1] изд.: ИК „Парадокс“, София (2013), прев. Владимир Пенчев
- Celebrita (2010)

### Сборници
- Hlídač holubů (1987)[7][8]
- Zvrhlé dny (1995)
- Slepice v klubu (2007)

### Детска литература
- Barvy (?)[7][8][2][3][4][5]
- Bílý klaun (2014)
- Pražský hrad – Výlet strojem času do minulosti (2018)

### Документалистика
- Pan ministr (1996)[7][8]
- Jak si stojej nebožtíci (1999)
- Dopisy z Bamberka (2000)
- Za Fidelem na Kubu (2011)
- Nejsou to bohové!: Politické úvahy, projevy a rozhovory od května 2014 do listopadu 2015 (2016) – политически размисли, речи и интервюта
- My kacíři (2020) – сборник с политическите ѝ публикации в независими сайтове

### Екранизации
- 1990 O babe hladové – тв филм, сценарий
- 1993 Milá slecno – тв филм
- 1994 Navstívení – тв филм, по разказите O velikém básníkovi и Utesitelka